# الکساندر گاردنر
الکساندر گاردنر (انگلیسی: Alexander Gardner; ۱۷ اکتبر ۱۸۲۱ – ۱۰ دسامبر ۱۸۸۲) عکاس اسکاتلندی بود که سال ۱۸۵۶ به ایالات متحده آمریکا مهاجرت کرد و به عنوان عکاس جنگ مشهور شد. عکس‌هایش از جنگ داخلی آمریکا و اعدام توطئه‌چینان ترور آبراهام لینکلن شهرت دارد.

## نگارخانه

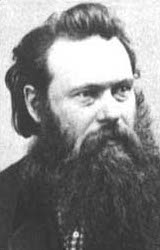
گاردنر حدود سال ۱۸۶۰
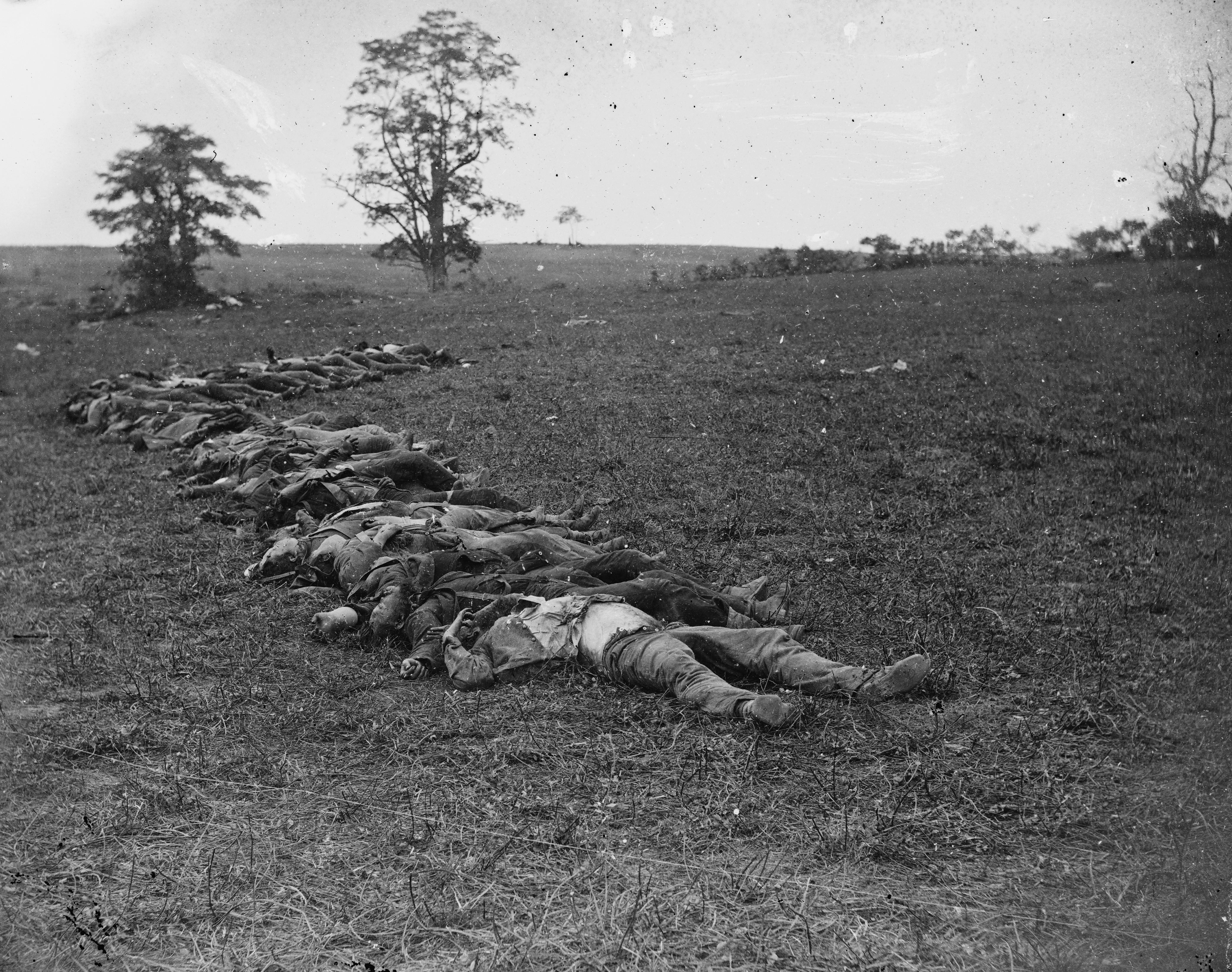
کشته‌های متفقین در آنتی‌تم ۱۸۶۲
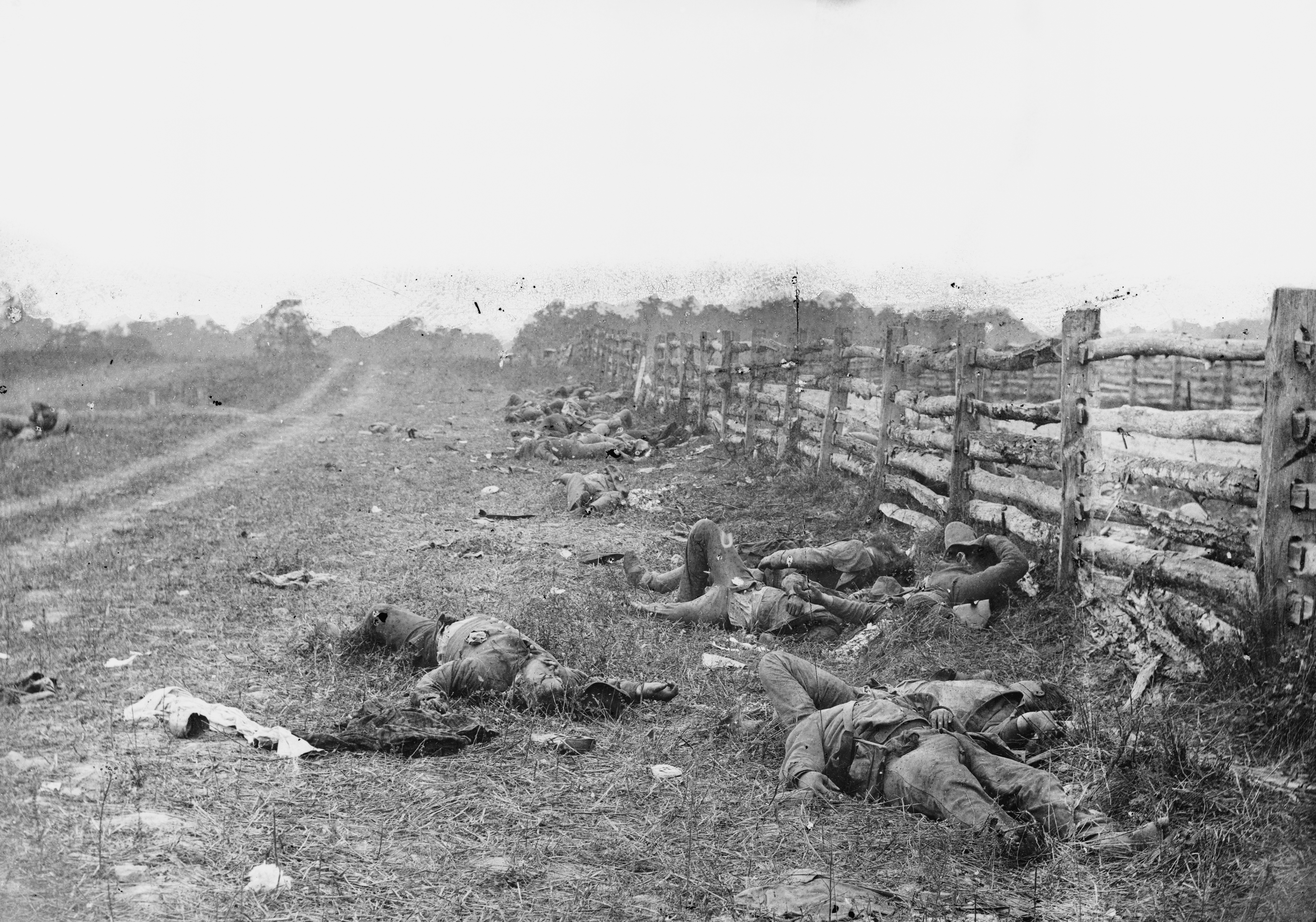
کشته‌های متفقین در انتی‌تم در شمال کلیسای دانکر در ضلع غربی هاجراستون پایک ۱۸۶۲
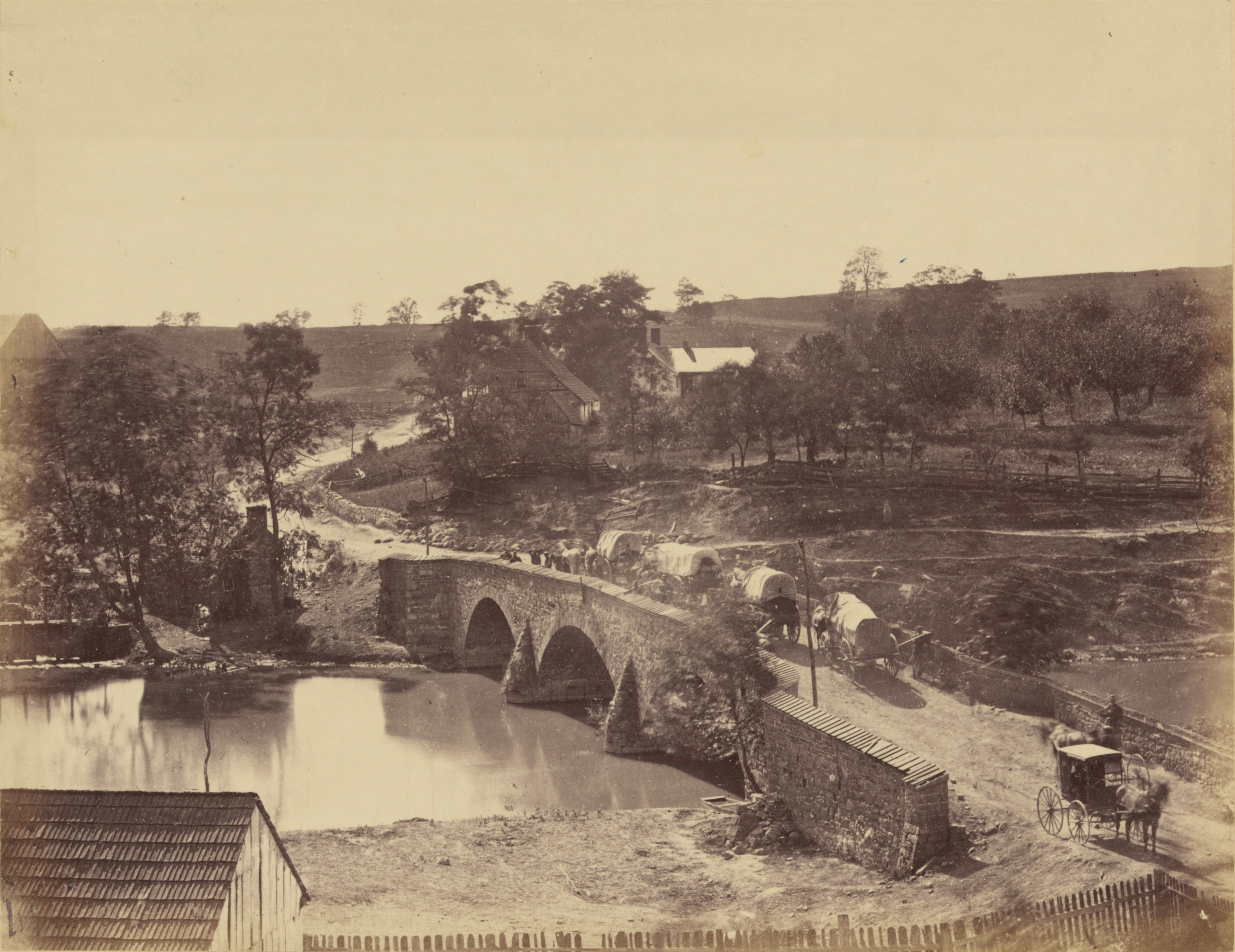
پل میانی بر روی نهر آنتی‌تم، سپتامبر ۱۸۶۲
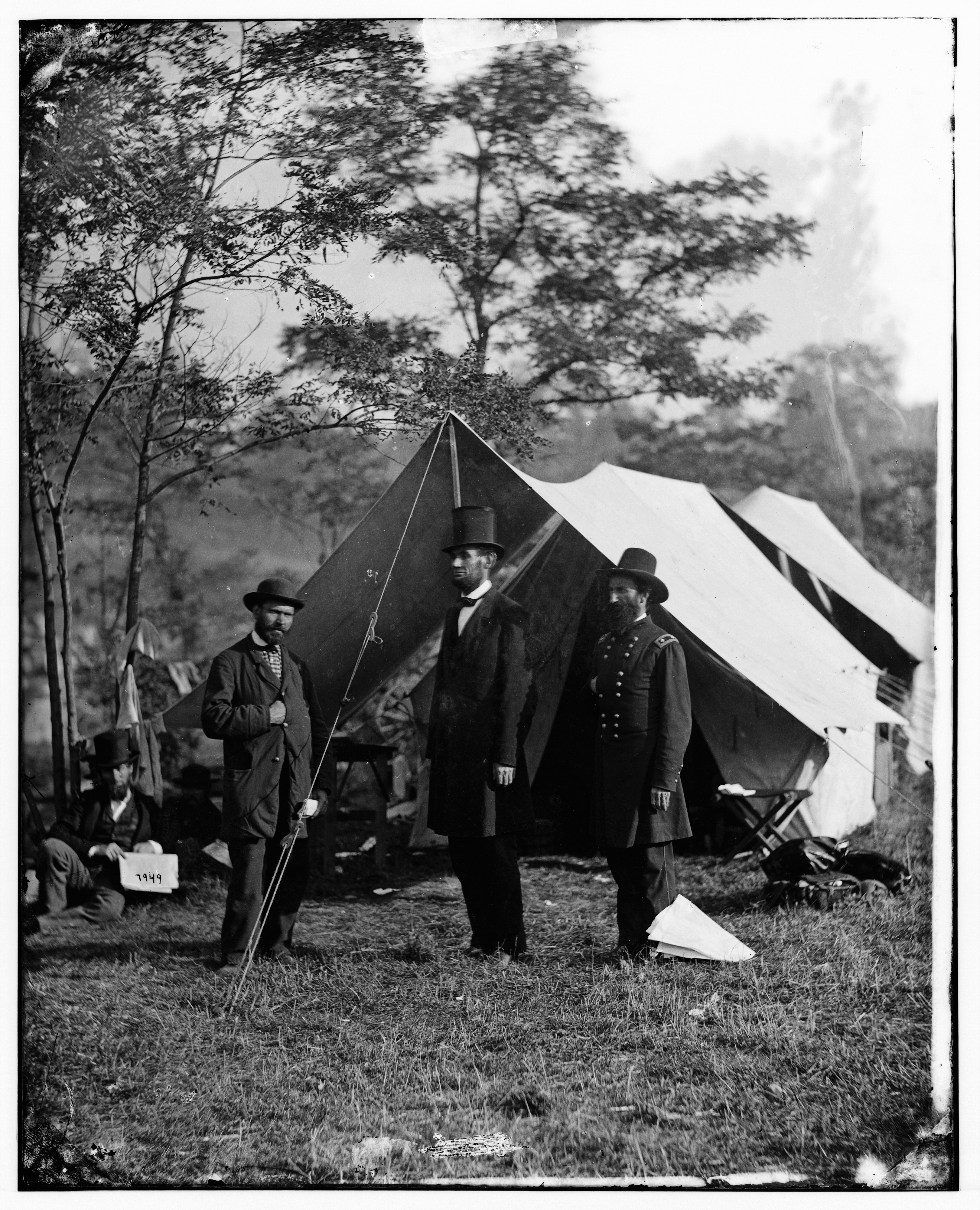
آبراهام لینکلن، آلن پینکرتون و جان الکساندر مک‌کلرناند، هنگام بازدید از میدان نبرد آنتی‌تام، ۱۸۵۲.
«پرتره گتیسبورگ»، عکسی سربرگ از آبراهام لینکلن که در ۸ نوامبر ۱۸۶۳ گرفته شده است. دو هفته قبل از آدرس گتیسبورگ وی.
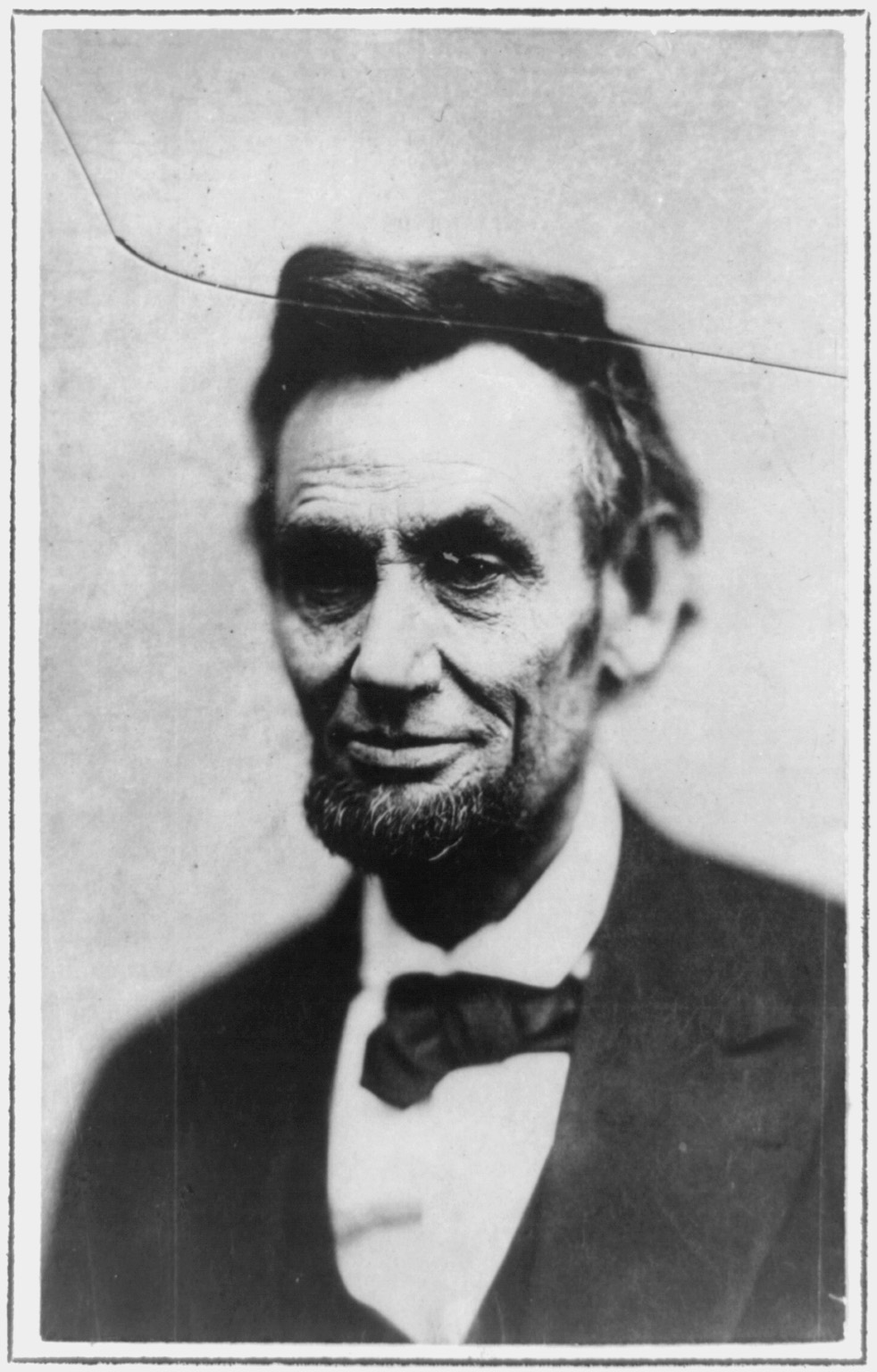
پرتره شیشه‌ای ترک خورده از آبراهام لینکلن‌، که آخرین عکسی است که از رئیس‌جمهور قبل از مرگ گرفته شده است. این عکس در واقع در فوریه ۱۸۶۵ گرفته شده است.
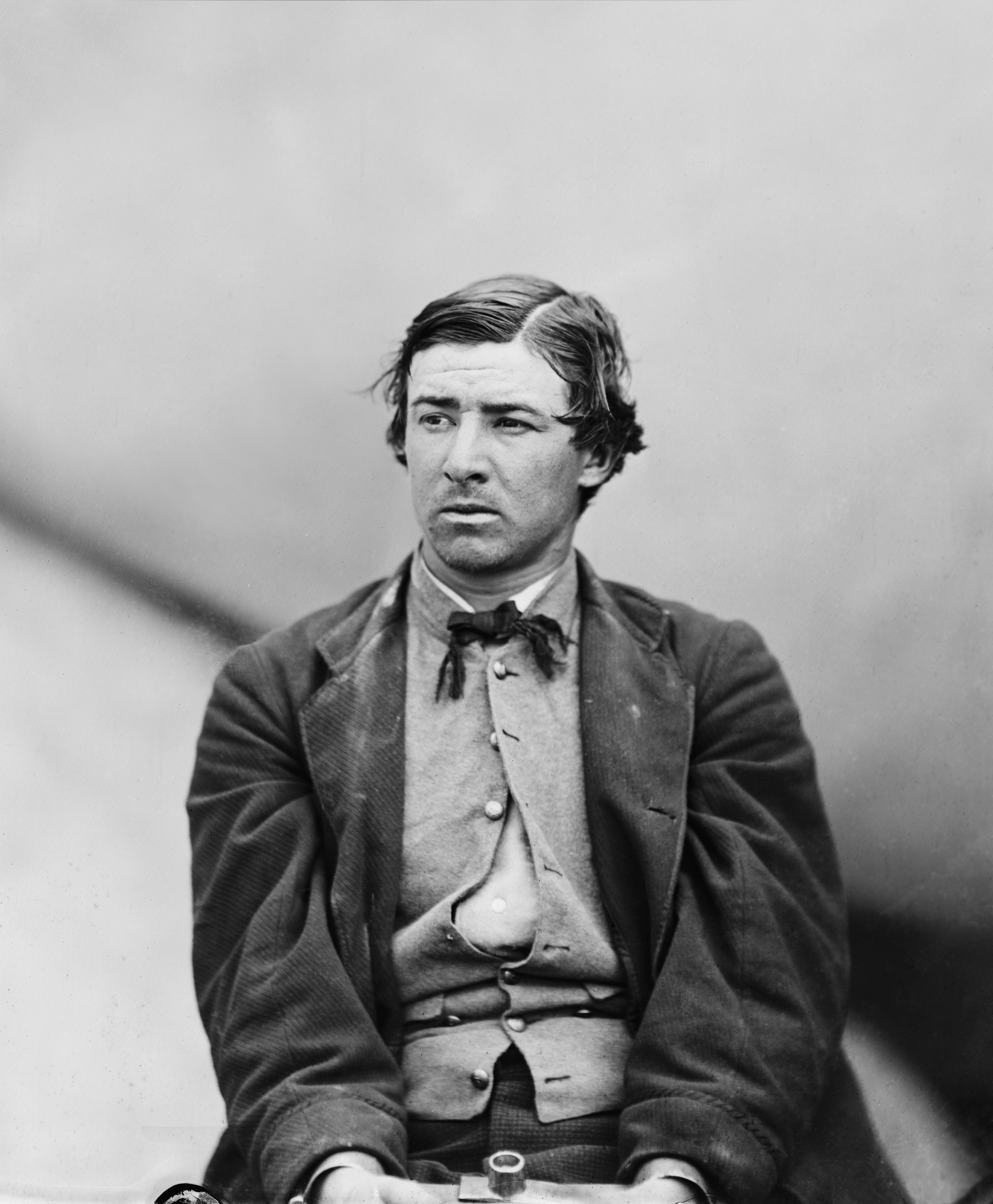
دیوید هارولد، توطئه کننده ترور، پس از دستگیری، ۱۸۶۵.
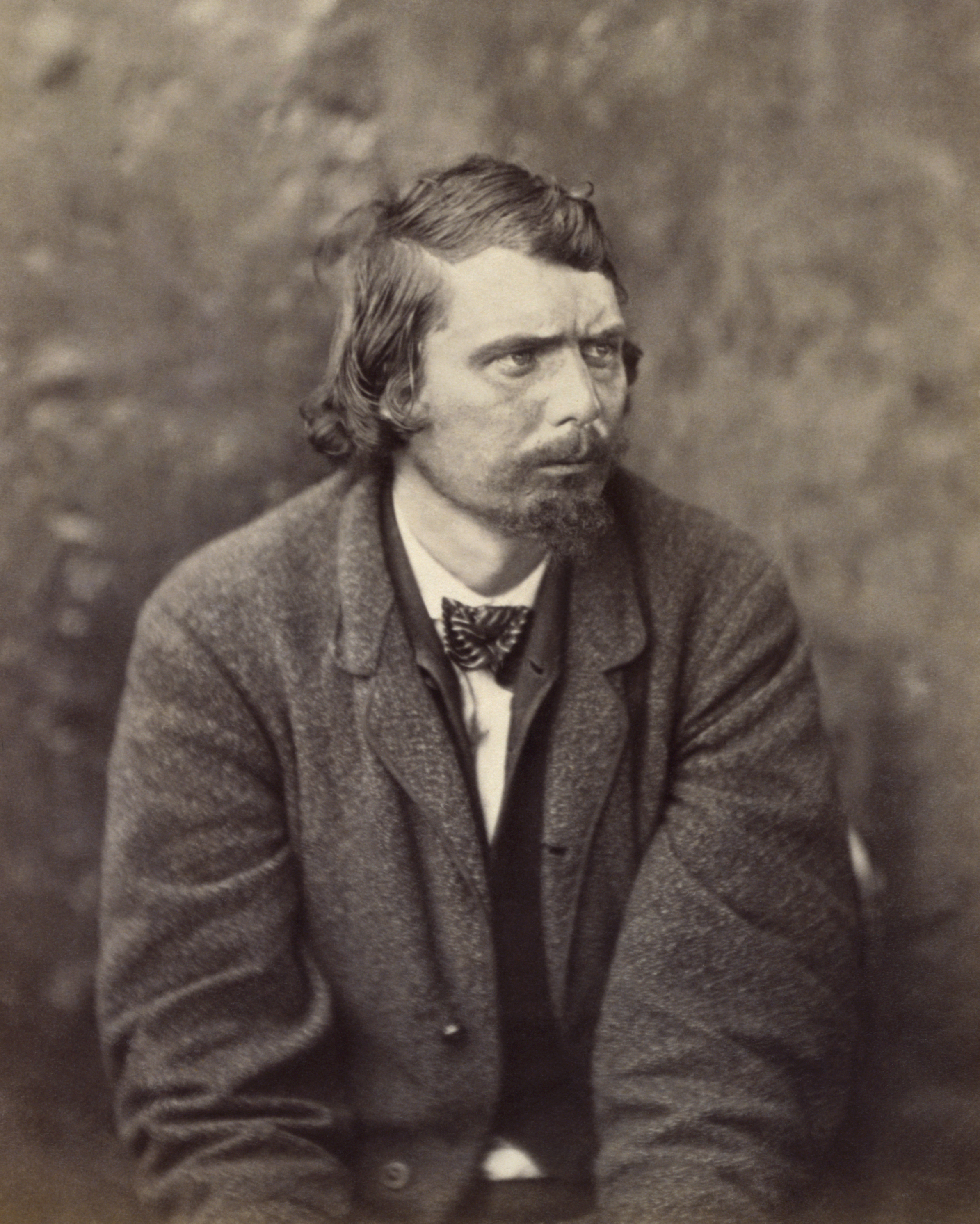
جورج آتزرود، توطئه‌گر ترور، پس از دستگیری، ۱۸۶۵.
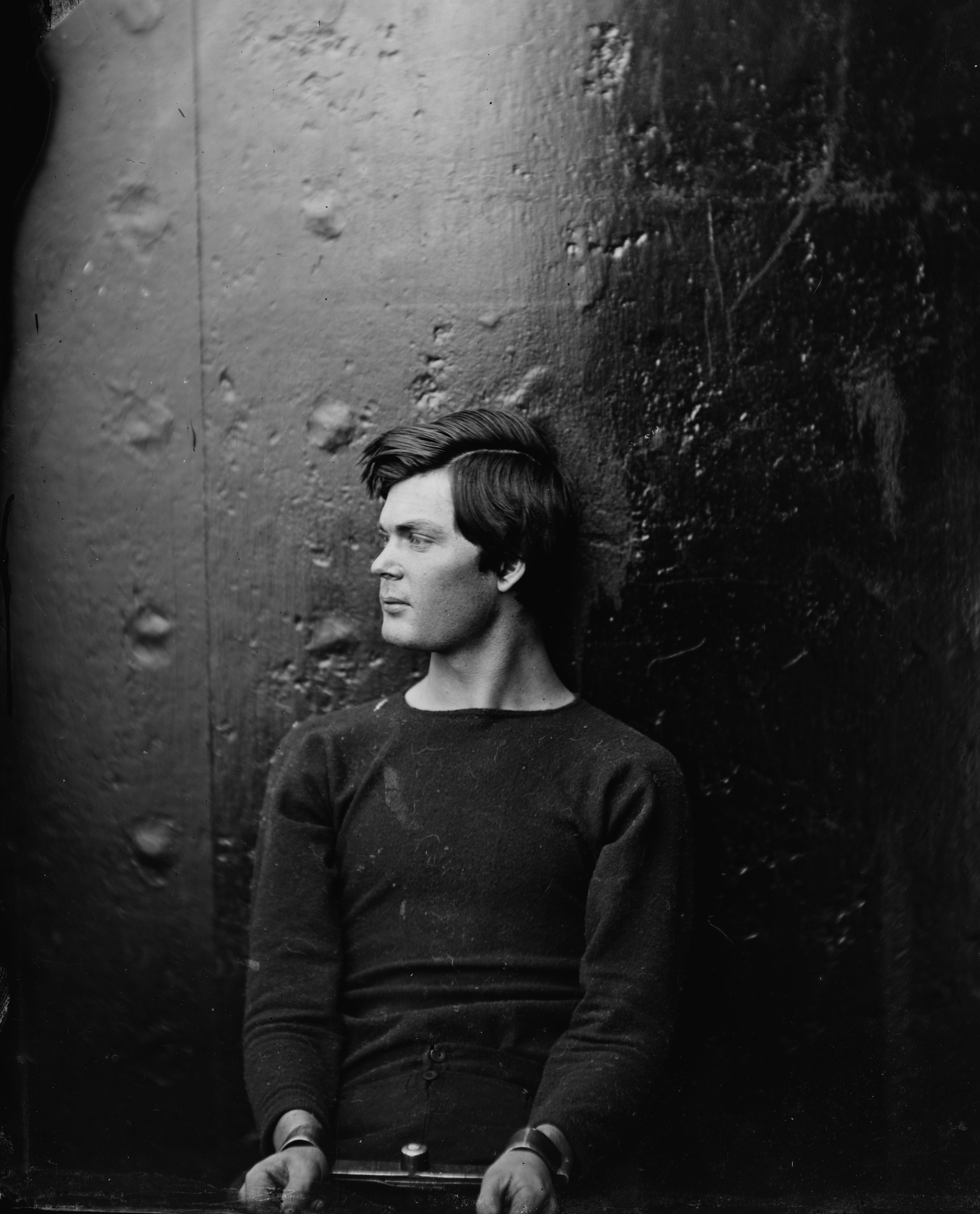
لویس پاول، از توطئه‌گران ترور آبراهام لینکلن، ۱۸۶۵
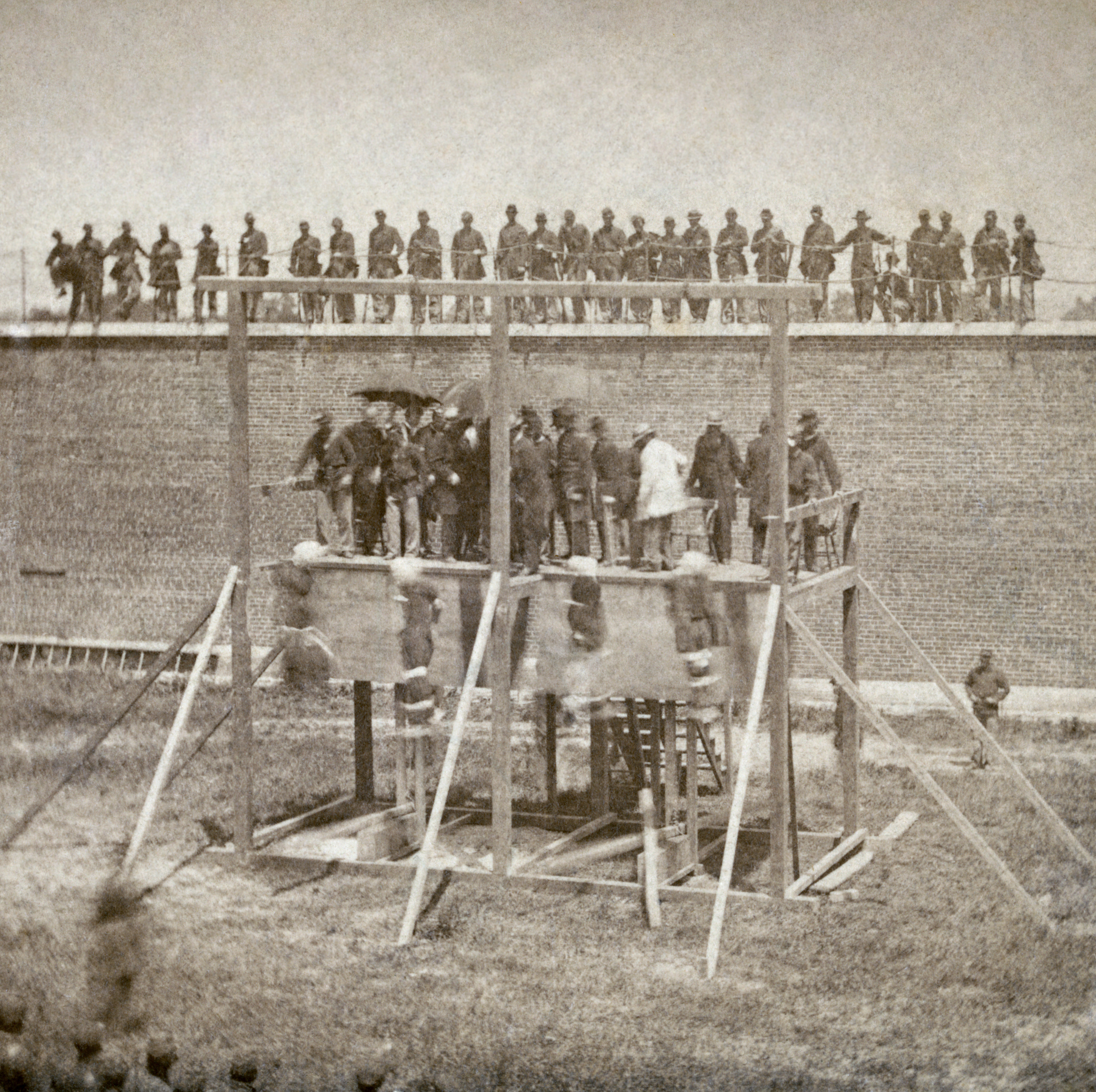
تنظیم طناب‌های چوبه‌دار
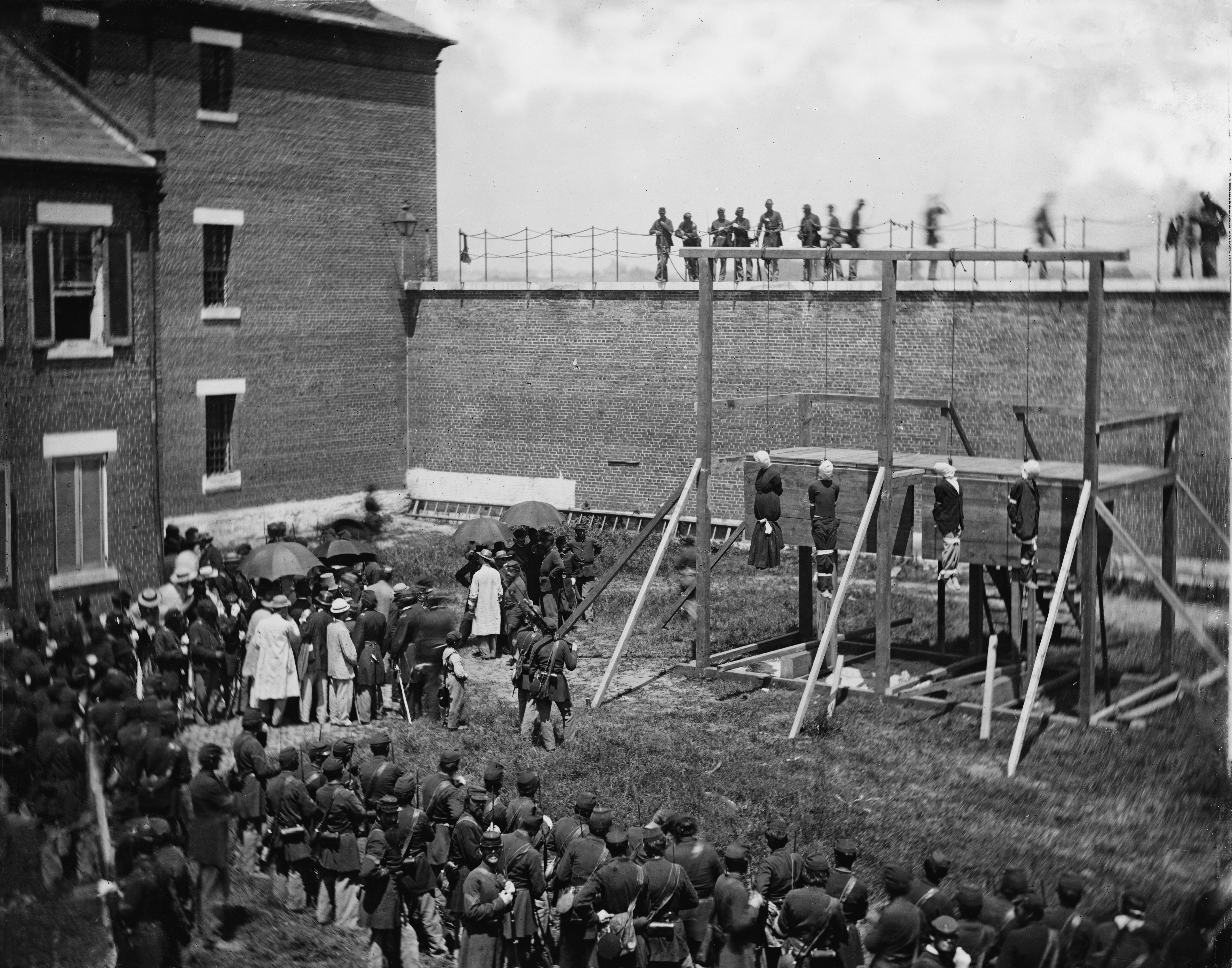
چوبه‌های دار آماده و تنظیم شده